# Булатовка (Одесская область)
Булатовка (укр. Булатівка) — село, относится к Тарутинскому району Одесской области Украины.
Население по переписи 2001 года составляло 6 человек. Почтовый индекс — 68512. Телефонный код — 8-04847. Занимает площадь 0,24 км². Код КОАТУУ — 5124786402.

## Местный совет
68553, Одесская обл., Тарутинский р-н, с. Новое Тарутино, ул. Советская, 8